# Kaingaroa (Northland)
Kaingaroa  est une localité de la région du Northland, située dans l’île du Nord de la Nouvelle-Zélande.

## Situation
Elle siège sur le trajet de la route State Highway 10/ S H 10 (en) au nord-est de la ville d’Awanui et au sud-ouest de Doubtless Bay (en).

## Toponymie
Le Ministère de la Culture et du Patrimoine de la Nouvelle-Zélande donne la translation de "une longue zone de terrain" pour Kāingaroa

## Éducation
L’école de «Kaingaroa School»  est une école publique, mixte, assurant tout le primaire (allant de l’année 1 à 8)  avec un taux de décile de 3 et un effectif de 159 élèves.
L’école a réalisé en décembre 2007, qu’elle devenait trop importante pour ses installations, mais était incapable physiquement de s’étendre.
Une solution suggérée fut de définir  une zone de recrutement limitée pour l’entrée dans l’école .